# Kubreakî, Veselînove
Kubreakî (în ucraineană Кубряки) este localitatea de reședință a comunei Kubreakî din raionul Veselînove, regiunea Mîkolaiiv, Ucraina.

## Demografie
Componența lingvistică a localității Kubreakî
     Ucraineană (97,7%)
     Rusă (2,3%)
Conform recensământului din 2001, majoritatea populației localității Kubreakî era vorbitoare de ucraineană (97,7%), existând în minoritate și vorbitori de rusă (2,3%).